# Karl Kennel
Karl Kennel (7 de janeiro de 1914 - 1 de julho de 1999) foi um oficial alemão que serviu na Luftwaffe durante a Segunda Guerra Mundial. Foi condecorado com a Cruz de Cavaleiro da Cruz de Ferro com Folhas de Carvalho.

## Condecorações
| Cruz de Ferro (1939) 2ª Classe                                   | 26 de maio de 1940     |
| Cruz de Ferro (1939) 1ª Classe                                   | 24 de junho de 1940    |
| Cruz Germânica em Ouro                                           | 6 de março de 1942     |
| Troféu de Honra da Luftwaffe                                     | 9 de setembro de 1941  |
| Cruz de Cavaleiro da Cruz de Ferro                               | 19 de setembro de 1943 |
| Cruz de Cavaleiro da Cruz de Ferro com Folhas de Carvalho nº 666 | 25 de novembro de 1944 |